# Český lev 2020
Český lev 2020 byl 28. ročník cen České filmové a televizní akademie Český lev. Slavnostní ceremoniál vyhlášení cen se uskutečnil v sobotu 6. března 2021 v pražském Rudolfinu, v přímém přenosu jej vysílala Česká televize na programu ČT1. Nově byly udělovány ceny v kategorii Nejlepší animovaný film a Nejlepší krátký film. Ceremoniál uváděl herec Václav Kopta. Nejvíce nominací (15) získal film Krajina ve stínu.

## Ceny a nominace

### Nejlepší celovečerní film
- Šarlatán[2]
- Havel
- Modelář
- Krajina ve stínu
- Žáby bez jazyka

### Nejlepší dokumentární film
- V síti – režie Barbora Chalupová a Vít Klusák
- Alchymická pec – režie Jan Daňhel a Adam Oľha
- Kdo jinému jámu – Rudolf Slánský – režie Martin Vadas
- Můj otec Antonín Kratochvíl – režie Andrea Sedláčková
- Postiženi muzikou – režie Radovan Síbrt

### Nejlepší režie
- Šarlatán – Agnieszka Hollandová
- Havel – Slávek Horák
- Modelář – Petr Zelenka
- Krajina ve stínu – Bohdan Sláma
- Žáby bez jazyka – Mira Fornay

### Nejlepší ženský herecký výkon v hlavní roli
- Krajina ve stínu – Magdaléna Borová
- Havel – Anna Geislerová
- V síti – Tereza Těžká
- Bábovky – Jana Plodková
- Herec – Jenovéfa Boková

### Nejlepší mužský herecký výkon v hlavní roli
- Šarlatán – Ivan Trojan
- Havel – Viktor Dvořák
- Modelář – Kryštof Hádek
- Herec – Jan Cina
- Krajina ve stínu – Csongor Kassai

### Nejlepší ženský herecký výkon ve vedlejší roli
- Krajina ve stínu – Petra Špalková
- Šarlatán – Jaroslava Pokorná
- Havel – Barbora Seidlová
- Krajina ve stínu – Barbora Poláková
- Herec – Elizaveta Maximová

### Nejlepší mužský herecký výkon ve vedlejší roli
- Modelář – Jiří Mádl
- Šarlatán – Juraj Loj
- Šarlatán – Josef Trojan
- Havel – Martin Hofmann
- Krajina ve stínu – Stanislav Majer

### Nejlepší scénář
- Krajina ve stínu – Ivan Arsenjev
- Šarlatán – Marek Epstein
- Havel – Slávek Horák, Rudolf Suchánek
- Modelář – Petr Zelenka
- Herec – Petr Bok, Pavel Gotthard

### Nejlepší kamera
- Šarlatán – Martin Štrba
- Modelář – Alexander Šurkala
- Havel – Jan Šťastný
- Krajina ve stínu – Diviš Marek
- Herec – Martin Žiaran

### Nejlepší střih
- Krajina ve stínu – Jan Daňhel
- Havel – Vladimír Barák
- Herec – Vladimír Barák
- Modelář – Vladimír Barák
- Šarlatán – Pavel Hrdlička

### Nejlepší zvuk
- Šarlatán – Radim Hladík jr.
- Bourák – Jiří Klenka
- Krajina ve stínu – Marek Poledna
- Havel – Viktor Prášil, Pavel Rejholec
- FREM – Dominik Dolejší

### Nejlepší hudba
- Krajina ve stínu – Jakub Kudláč
- Šarlatán – Antoni Komasa-Łazarkiewicz
- Bourák – Roman Holý
- Havel – Petr Malásek
- Zrádci – Petr Ostrouchov

### Nejlepší filmová scénografie
- Marie Terezie II – Martin Kurel
- Šarlatán – Milan Býček
- Krajina ve stínu – Jan Pjena Novotný
- Havel – Vladimír Hruška
- Cesta do nemožna – Noro Držiak, Milan Ondruch, Martin Máj, Jan Kolegar

### Nejlepší kostýmy
- Krajina ve stínu – Zuzana Bambušek Krejzková
- Šarlatán – Katarína Štrbová Bieliková
- Havel – Natálie Steklová
- Marie Terezie II – Ján Kocman
- Bourák – Tereza Kučerová

### Nejlepší masky
- Havel – Adriana Bartošová, René Stejskal
- Bourák – Jana Bílková
- Krajina ve stínu – Lukáš Král
- Marie Terezie II – Barbara Kichi
- Šarlatán – René Stejskal, Gabriela Poláková

### Nejlepší animovaný film
- Barevný sen – Jan Balej
- Mlsné medvědí příběhy – Kateřina Karhánková, Alexandra Májová
- Jsme si o smrt blíž – Bára Anna Stejskalová

### Nejlepší krátký film
- Anatomie českého odpoledne – Adam Martinec
- Hranice – Damián Vondrášek
- Pripyat Piano – Eliška Cílková

### Nejlepší televizní film nebo minisérie
- Herec (minisérie, Česká televize) – režie Peter Bebjak
- Veterán (film, Česká televize) – režie Jan Hřebejk
- Stockholmský syndrom (film, Česká televize) – režie Dan Svátek

### Nejlepší televizní seriál
- Zrádci (Česká televize) – režie Viktor Tauš, Matěj Chlupáček
- Specialisté (Nova) - Rastislav Šesták
- Místo zločinu Ostrava (Česká televize) – režie Dan Wlodarczyk, Jan Hřebejk, Jiří Chlumský

### Cena Magnesia za nejlepší studentský film
- Anatomie českého odpoledne – Adam Martinec
- Hranice – Damián Vondrášek
- Jsme si o smrt blíž – Bára Anna Stejskalová
- Musí to být bolestivý – David Semler
- Pripyat Piano – Eliška Cílková

### Mimořádný přínos české kinematografii
- Hynek Bočan

### Mimořádný počin v oblasti audiovize
- Martyisdead
- Národní filmové muzeum NaFilM
- Naživo

### Nejlepší filmový plakát
nestatutární cena
- Krajina ve stínu – Jan Poukar
- FREM – Adéla Valha Vorbová
- Havel – Jan Poukar
- Můj otec Antonín Kratochvíl – Radka Beránková
- Šarlatán – Rudolf Havlík, Marcela Šedivá

### Cena filmových fanoušků
nestatutární cena
- V síti – režie Vít Klusák a Barbora Chalupová